# Pternopetalum caespitosum
Pternopetalum caespitosum là một loài thực vật có hoa trong họ Hoa tán. Loài này được Shan miêu tả khoa học đầu tiên năm 1943.